# Prionessus
Prionessus è un genere di mammiferi estinti che visse durante il Paleocene in Asia centrale. Era un membro dell'ordine dei Multituberculata, sottordine Cimolodonta, superfamiglia 
Taeniolabidoidea. La nomenclatura di questo genere si deve a W.D. Matthew e W. Granger nel 1925.
L'unica specie nota,Prionessus lucifer, fu classificata da W.D.Matthew e W.Granger nel 1925. I suoi resti fossili sono stati trovati negli strati del Paleocene superiore di Gashato, Naran e Nomogen nella regione del Bayan Ulan di Mongolia e Cina.